# Nick Whitehead
Nick Whitehead, född 29 maj 1933 i Wrexham, död 6 oktober 2002 i Newport, var en brittisk friidrottare.
Whitehead blev olympisk bronsmedaljör på 4 x 100 meter vid sommarspelen 1960 i Rom.